# Parc Natural de la Serra d'Irta
El Parc Natural de la Serra Irta és una zona protegida que abasta la Serra d'Irta, situada al Baix Maestrat entre Alcossebre al sud i Peníscola al nord.